# Gamasiphis hyalinus
Gamasiphis hyalinus är en spindeldjursart som beskrevs av Wolfgang Karg 2003. Gamasiphis hyalinus ingår i släktet Gamasiphis och familjen Ologamasidae. Inga underarter finns listade i Catalogue of Life.